# Équipe du Brésil masculine de handball au Championnat du monde 2017
Cet article relate le parcours de l'équipe du Brésil masculine de handball lors du Championnat du monde 2017 ayant lieu en France. Il s'agit de la 13e participation du Brésil aux Championnats du monde.
Lors du match du match d'ouverture face à la France, le Brésil s'incline lourdement avec 15 points de retard.

## Présentation

### Qualification
En remportant le Championnat panaméricain 2016, le Brésil obtient l'une des trois places qualificatives pour le Championnat du monde 2017.

## Résultats

### Tour préliminaire
Le Brésil évolue dans le groupe A.
|   | Équipe      | Pts | J | G | N | P | Bp  | Bc  | Diff |
| - | ----------- | --- | - | - | - | - | --- | --- | ---- |
| 1 | France H, T | 10  | 5 | 5 | 0 | 0 | 154 | 112 | 42   |
| 2 | Norvège     | 8   | 5 | 4 | 0 | 1 | 155 | 124 | 31   |
| 3 | Russie      | 6   | 5 | 3 | 0 | 2 | 139 | 136 | 3    |
| 4 | Brésil      | 4   | 5 | 2 | 0 | 3 | 121 | 146 | -25  |
| 5 | Pologne     | 2   | 5 | 1 | 0 | 4 | 115 | 125 | -10  |
| 6 | Japon       | 0   | 5 | 0 | 0 | 5 | 120 | 161 | -41  |

| 11 janvier 2017 20h45 | France           | 31 - 16  | Brésil        | AccorHotels Arena, Paris Affluence : 15 609 Arbitrage : Lah, Sok |
| 11 janvier 2017 20h45 | Valentin Porte 6 | (17 - 7) | José Toledo 5 | AccorHotels Arena, Paris Affluence : 15 609 Arbitrage : Lah, Sok |
| 11 janvier 2017 20h45 | ×2 ×4            | Rapport  | ×3            | AccorHotels Arena, Paris Affluence : 15 609 Arbitrage : Lah, Sok |

| 14 janvier 2017 14h45 | Brésil        | 28 - 24   | Pologne            | Parc des expositions de la Beaujoire - Hall XXL, Nantes Affluence : 10 171 Arbitrage : Horáček, Novotný |
| 14 janvier 2017 14h45 | José Toledo 8 | (16 - 11) | Paweł Paczkowski 6 | Parc des expositions de la Beaujoire - Hall XXL, Nantes Affluence : 10 171 Arbitrage : Horáček, Novotný |
| 14 janvier 2017 14h45 | ×3            | Rapport   | ×1                 | Parc des expositions de la Beaujoire - Hall XXL, Nantes Affluence : 10 171 Arbitrage : Horáček, Novotný |

| 15 janvier 2017 20h45 | Brésil           | 27 - 24   | Japon               | Parc des expositions de la Beaujoire - Hall XXL, Nantes Affluence : 8 326 Arbitrage : Gjeding, Hansen |
| 15 janvier 2017 20h45 | Haniel Langaro 8 | (14 - 12) | Shinnosuke Tokuda 7 | Parc des expositions de la Beaujoire - Hall XXL, Nantes Affluence : 8 326 Arbitrage : Gjeding, Hansen |
| 15 janvier 2017 20h45 | ×1 ×2            | Rapport   | ×3 ×2               | Parc des expositions de la Beaujoire - Hall XXL, Nantes Affluence : 8 326 Arbitrage : Gjeding, Hansen |

| 17 janvier 2017 14h00 | Norvège          | 39 - 26   | Brésil                            | Parc des expositions de la Beaujoire - Hall XXL, Nantes Affluence : 5 943 Arbitrage : Horáček, Novotný |
| 17 janvier 2017 14h00 | Sander Sagosen 7 | (18 - 13) | Fábio Chiuffa, Alexandro Pozzer 6 | Parc des expositions de la Beaujoire - Hall XXL, Nantes Affluence : 5 943 Arbitrage : Horáček, Novotný |
| 17 janvier 2017 14h00 | ×2 ×3            | Rapport   | ×1 ×6                             | Parc des expositions de la Beaujoire - Hall XXL, Nantes Affluence : 5 943 Arbitrage : Horáček, Novotný |

| 19 janvier 2017 14h00 | Russie                                 | 28 - 24   | Brésil          | Parc des expositions de la Beaujoire - Hall XXL, Nantes Affluence : 5 197 Arbitrage : Gjeding, Hansen |
| 19 janvier 2017 14h00 | Alexandre Dereven, Sergueï Chelmenko 5 | (14 - 15) | Trois joueurs 5 | Parc des expositions de la Beaujoire - Hall XXL, Nantes Affluence : 5 197 Arbitrage : Gjeding, Hansen |
| 19 janvier 2017 14h00 | ×2 ×5 ×1                               | Rapport   | ×1 ×4           | Parc des expositions de la Beaujoire - Hall XXL, Nantes Affluence : 5 197 Arbitrage : Gjeding, Hansen |

### Phase à élimination directe

#### Huitièmes de finale
| 21 janvier 2017 20h45 | Espagne                          | 28 - 27   | Brésil             | Arena, Montpellier Affluence : 6 923 Arbitrage : Brunner, Salah |
| 21 janvier 2017 20h45 | Alex Dujshebaev, Joan Cañellas 5 | (16 - 18) | João Pedro Silva 7 | Arena, Montpellier Affluence : 6 923 Arbitrage : Brunner, Salah |
| 21 janvier 2017 20h45 | ×2 ×4                            | Rapport   | ×2 ×5              | Arena, Montpellier Affluence : 6 923 Arbitrage : Brunner, Salah |

## Statistiques et récompenses

### Buteurs
| Rang  | Joueur                  | Tot. | Tirs | %    | MJ | Moy.  |
| ----- | ----------------------- | ---- | ---- | ---- | -- | ----- |
| 1     | José Toledo             | 29   | 62   | 47 % | 6  | 4,83  |
| 2     | Haniel Langaro          | 28   | 63   | 44 % | 6  | 4,67  |
| 3     | Fábio Chiuffa           | 24   | 30   | 80 % | 6  | 4     |
| 4     | Alexandro Pozzer        | 21   | 27   | 78 % | 6  | 3,5   |
| 5     | João Pedro Silva        | 18   | 32   | 56 % | 6  | 3     |
| 6     | Henrique Teixeira       | 8    | 16   | 50 % | 6  | 1,33  |
| 7     | Claryston Novais        | 6    | 11   | 55 % | 6  | 1     |
| 8     | Thiago Ponciano         | 3    | 7    | 43 % | 6  | 0,5   |
| 9     | Lucas Cândido           | 2    | 6    | 33 % | 6  | 0,33  |
| 9     | Oswaldo Guimarães       | 2    | 7    | 29 % | 6  | 0,33  |
| 9     | Guilherme Torriani      | 2    | 8    | 25 % | 6  | 0,33  |
| 9     | Rogério Moraes Ferreira | 2    | 4    | 50 % | 6  | 0,33  |
| 13    | Maik dos Santos         | 1    | 2    | 50 % | 6  | 0,13  |
| 13    | César Almeida           | 1    | 2    | 50 % | 6  | 0,13  |
| 13    | Thiagus dos Santos      | 1    | 5    | 20 % | 2  | 0,5   |
| 16    | Leonardo Dutra          | 0    | 1    | 0 %  | 2  | 0     |
| 16    | Gabriel Ceretta         | 0    | 5    | 0 %  | 6  | 0     |
| Total | Total                   | 148  | 288  | 51 % | 6  | 24,67 |

### Gardiens de but
| N°    | Nom             | %    | Arrêts | Tirs | MJ | Moy.  |
| ----- | --------------- | ---- | ------ | ---- | -- | ----- |
| 1     | Maik dos Santos | 36 % | 46     | 129  | 6  | 7,67  |
| 2     | César Almeida   | 29 % | 31     | 108  | 6  | 5,17  |
| Total | Total           | 31 % | 77     | 251  | 6  | 12,83 |